# Bao Shanju
Bao Shanju (鲍珊菊S; Luoyang, 3 novembre 1997) è una pistard cinese.

## Palmarès

### Pista
- 2019

5ª prova Coppa del mondo 2018-2019, Velocità a squadre (Cambridge (Nuova Zelanda), con Song Chaorui)
- 2021

Giochi olimpici, Velocità a squadre (con Zhong Tianshi)
- 2023

2ª prova Coppa delle Nazioni 2023, Velocità a squadre (Il Cairo, con Guo Yufang e Yuan Liying)
Campionati asiatici, Velocità a squadre (con Guo Yufang e Yuan Liying)

## Piazzamenti

### Competizioni mondiali
- Campionati del mondo su pista

Saint-Quentin-en-Yvelines 2022 - Velocità a squadre: 2ª
Saint-Quentin-en-Yvelines 2022 - Keirin: 27ª
Glasgow 2023 - Velocità a squadre: 3ª
Glasgow 2023 - 500 metri a cronometro: 6ª
- Giochi olimpici

Tokyo 2020 - Velocità a squadre: vincitrice
Tokyo 2020 - Keirin: 27ª
Tokyo 2020 - Velocità: 15ª